# پایان سال بیلبورد
جدول‌های پایان سال بیلبورد (انگلیسی: Billboard Year-End) یک معیار تجمعی برای عملکرد یک آلبوم یا یک تک‌آهنگ در ایالات متحده است که در هر سال بر اساس جدول‌های مجله بیلبورد در هر سال نمودار مشخص است. «سال جدول» بیلبورد از «هفته» بیلبورد اول ماه دسامبر تا هفته آخر ماه نوامبر برگزار می‌شود، اما از آنجا که تاریخ هفته بیلبورد قبل از انتشار است، آخرین هفته تقویمی که فروش آن شمارش می‌شود، معمولاً هفته سوم نوامبر است. این تقویم تغییر یافته به بیلبورد امکان می‌دهد جدول‌های پایان سال را محاسبه کرده و آنها را به موقع برای آخرین نسخه چاپی خود در هفته آخر دسامبر منتشر کند.